# Ufficio dei fiumi e fossi di Pisa
L'Ufficio dei fiumi e fossi di Pisa è stato un ente pubblico, che si è occupato fin dalla sua creazione della difesa della salubrità, dello scolo delle acque, dell'irrigazione, della regimazione delle acque di pianura e collina e in generale della salvaguardia dell'assetto idraulico del territorio pisano.
Erede del medievale Offizio dei consoli del mare e dell'Opera della reparazione del contado e della città di Pisa del 1475, venne istituito dal granduca Cosimo I de' Medici nel 1547 e fu abolito nel 1825 da Leopoldo II di Lorena. In seguito, si costituì consorzio idraulico, e dal 1932 consorzio di bonifica, poi confluito il 1º marzo 2014 nel Consorzio 4 Basso Valdarno.

## Storia
Istituzione era una magistratura già presente nella Repubblica pisana nel Medioevo dove provvedeva al controllo delle acque e dell'agricoltura, e prendeva il nome di Offizio dei Consoli del Mare.
Venne ricostituita come Senatus consultorum della repubblica Fiorentina il 17 aprile 1475 da Lorenzo de' Medici, col nuovo appellativo di "Opera della reparazione del contado e della città di Pisa". I suoi "capitoli" furono nominati dai Consoli del Mare mediante "Provvisione" del 31 luglio dello stesso anno.
L'Opera un'ulteriore riforma ad opera di Cosimo I de' Medici con una Provvisione del 29 aprile 1547, con la creazione del "Magistrato degli uffiziali dei fossi" incaricato non solo della condotta delle acque, ma anche dell'amministrazione delle masse d'imposizione destinate alla riscossione dei contributi, oltre che al governo delle strade, dei ponti, della pulizia della città e di tutto quello che riguardava la salubrità dell'aria e la fertilità dei terreni agricoli. Nel 1825 venne abolito da Leopoldo II di Lorena e le sue competenze furono ridistribuite tra il Corpo degli ingegneri di acque e strade e la Camera di soprintendenza comunitativa del dipartimento pisano.
In seguito all'Unità d'Italia l'ente si ricostituisce come consorzio idraulico, dedicato alla gestione dell'acqua e dei vari canali, fossi e fossetti atti a condurla al mare. In epoca fascista, assumerà anche il compito di bonifica del territorio, con la realizzazione di numerosi impianti idrovori, che tuttora mantengono asciutto il territorio pisano, con la deviazione del fiume Morto e con la conseguente escavazione di un nuovo canale di scolo con foce in cemento armato. Il 1º marzo 2014, a seguito della riorganizzazione dei consorzi di bonifica, è stato soppresso e la sua area d'intervento confluita nel nuovo Consorzio 4 Basso Valdarno.
A testimonianza della sua lunga storia, presso l'Archivio di Stato di Pisa è depositato il vasto Archivio fiumi e fossi, contenente numerose informazioni tecniche e storiche riguardanti il territorio pisano.